# 蒙特哥灣聯足球會
蒙特哥灣聯足球會（Montego Bay United Football Club ）是一支位於蒙特哥灣的牙買加足球會。

## 歷史
球會於1972年成立，名為Beacon in 其後改名為施巴聯（Seba United ），並於1987年及1997年贏得牙買加超級足球聯賽冠軍，最為津津樂道的是1996/97球季在一度落後榜首20分下反超前奪冠。 球會現時在查列特公園（Jarrett Park）這個位於蒙特哥灣的4000人容量球場出戰主場比賽。

## 榮譽
- 加勒比球會冠軍盃: 0

亞軍(1): 1997
- 牙買加超級聯賽: 3

1987, 1997, 2014
- 牙買加足總盃: 10

1973, 1975, 1976, 1990, 1991, 1992, 1994, 1996, 1999
- 西部聯盟超級聯賽: 1

2009, 2011

## 外部連結
- Team profile at Golocaljamaica